# Похер, Оливер
О́ливер По́хер (нем. Oliver Pocher; 18 февраля 1978, Ганновер) — немецкий телеведущий, комик. Некоторое время являлся руководителем футбольной команды Занзибара.

## Биография
Рос в семье свидетелей Иеговы и разносил по домам журналы «Пробудитесь!» и «Сторожевая башня». Впоследствии ушёл из данной организации. После учёбы на страховщика стал заниматься модераторством[уточнить] и юмором.